# Râușor, Mara
Râul Râușor este un afluent al râului Mara. Se formează la confluența brațelor  Izvorul Negru și Izvorul Alb

## Hărți
- Harta județului Maramureș
- Harta Munții Gutâi  Arhivat în 4 martie 2016, la Wayback Machine.